# Romániai magyar kémiai szakirodalom
Az anyagi világ molekuláris szinten végbemenő változásaival foglalkozó kémia célja a különböző vegyületek laboratóriumi és ipari előállítása; vizsgálja a molekulák szerkezetét és a kapcsolatot azok fizikai és kémiai tulajdonságai között. A 19. század második felétől kezdődően több tudományágra tagolódott: a kémiai tudományok vázát a szervetlen kémia, szerves kémia, analitikai kémia, fizikai kémia és kémiai technológia alkotja, de az ismeretek bővülésével ezeken belül és közöttük a diszciplínák egész sora jött létre, így többek közt a kémiai termodinamika, elektrokémia, reakciókinetika, a molekulaszerkezet, a fémorganikus vegyületek kémiája, makromolekuláris kémia. A kémia szorosan kapcsolódik az anyagi világ változásainak általános törvényszerűségeit tanulmányozó fizikához (kémiai fizika, fizikai kémia), s ugyanakkor módszereivel, ismerethalmazával a magasabb szervezettségű anyagi rendszereket tanulmányozó tudományokat segíti, s több határtudományon keresztül ezekhez is kötődik (például az agrokémia, biokémia, geokémia, kozmokémia, orvoskémia keretében).

## Előzmények
A kémiai ismereteket is közlő erdélyi szakirodalom kezdetei a 18. századra, a kémia önállósulásának idejére nyúlnak vissza. A művek nyelve kezdetben latin (Szathmári Mihály: Physica contracta. Claudiopoli, 1719; Tőke István: Institutiones philosophiae naturalis dogmatico-experimentalis. Cibini, 1763). Már 1794-ben kémiai-kohászati iskolát létesítettek Kolozsvárt. A 19. század elejétől kezdődően mind több és több egészében kémiai jellegű vagy kémiai részeket tartalmazó munka – főleg tankönyv – jelent meg (Varga Márton: A gyönyörű természet tudománya. Nagyvárad, 1808; Irinyi János: A vegytan elemei. Nagyvárad, 1847; Berde Áron: A vegytan iskolája. Kolozsvár, 1860). Európai szintű kémiai kutatás a kolozsvári egyetem alapításával (1872) indult meg. Kémiai és fizikai kémiai jellegű kutatásaik alapján az egyetem professzorai az oktatást szolgáló szakmunkákkal jelentkeztek, így Fabinyi Rudolf Bevezetés az elméleti kémiába (Kolozsvár, 1895), Nyiredy Géza Titrimetria (Kolozsvár, 1909), Széki Tibor Bevezetés a térfogatos chemia analysis módszereibe (Kolozsvár, 1918) c. művével. A kémiai kutatómunka fellendítése végett Fabinyi Vegytani Lapok címen 1882-ben folyóiratot indított Kolozsvárt.

## A két világháború között
A két világháború között csak szórványosan jelentek meg nyomtatásban magyarul kémiai jellegű munkák: az Orvosi Szemle, Pharmacia–Gyógyszerészújság és más, alkalmi kiadványok cikkein kívül néhány középiskolai tankönyv s néhány doktori értekezés vagy EME-előadás különlenyomata.

## A II. világháború után
A kémiai jellegű kutatómunka és tudományos könyvkiadás a második világháború után lendült fel, s napjainkban is szerves része a romániai magyar kultúrának. Hivatásuknál fogva elsősorban a főiskolák (Bolyai Tudományegyetem, majd Babeș–Bolyai Tudományegyetem, a marosvásárhelyi OGYI és Pedagógiai Főiskola), valamint a kutatóintézetek személyzete vállalt részt a magyar nyelvű kémiai szakirodalom fejlesztésében és terjesztésében. Ezt az irodalmat a sokszorosított vagy nyomtatott egyetemi tankönyvek mellett a szakemberek továbbképzését szolgáló munkák, monográfiák képviselték.
A szakmabeli irodalom fejlődésének egy-egy útjelzője Imre Lajos Általános kémia (Kolozsvár, 1948), Várhelyi Csaba Szervetlen kémiai kísérletek (1959), Soós Ilona Szervetlen kémia (1963), Máthé János Az anyag szerkezete (Kolozsvár, 1974), Felszeghy Ödön–Ábrahám Sándor A biokémia alapjai (Kolozsvár, 1976), Kékedy László Fejezetek a korszerű analitikai kémiából (Kolozsvár, 1979) és Vodnár János Vegyipari alapfogalmak és műveletek (Kolozsvár, 1979) c. munkája, nemkülönben Ábrahám Sándor, Felszeghy Ödön, Makkay Ferenc, Makkay Klára, Vodnár János és Zsakó János közös szerkesztésében a Kémiai kislexikon I. és II. kötete (Kriterion Kézikönyvek, 1981).
A romániai magyar kémikusok együtt dolgoztak román szakemberekkel, közösen publikáltak tankönyveket, monográfiákat, tudományos dolgozatokat, közösen oldottak meg az ipar részéről igényelt kutatási feladatokat; számtalan román nyelvű szakkönyv társszerzői.
Közös munkaeredmény például B. Ababi–I. V. Niculescu–Kulcsár Géza Tehnologie chimică generală (1960), I. Manta–Kovács Endre–Kiss Eperjessy Anna Biochimie medicală (1965), L. Oniciu–Zsakó János Chimie fizică. Stări de agregare și termodinamică chimică (1968), Florin Badea–Kerek Ferenc Stereochimie (1974), L. Oniciu–Soó Attila Conversia electrochimică a energiei (1977), Niederkorn János–G. Lemnar Combustibili nucleari (1980) vagy L. Oniciu–Grünwald Ernő Galvanotehnica (1980) c. kötete. Számos román nyelvű egyetemi tankönyv és jegyzet szerzői, ill. társszerzői Almási Miklós, Albert Levente, Bereczki Tibor, Bodó-Blazsek Ágnes, Bukaresti László, Ferencz Árpád, Kiss Árpád, Kovács I. Ibolya, Máthé János, Muzsnay Csaba, Soós Pál, Szabaday Zoltán is.
Nem egy esetben jelentek meg magyar kémikusok munkái román nyelven. E szerzők közül megemlítjük Ábrahám Sándor, Kékedy László, Kováts Ágota, Niederkorn János, Salló Ervin, Zsakó János nevét. Hazai kémikusainktól jelentek meg szakkönyvek Magyarországon is, így Máthé János Az anyag szerkezete. A modern kémiai fizika alapjai (Budapest, 1979) és Molekulaspektroszkópiai és kvantummechanikai számítások (Budapest, 1982), továbbá Kékedy László Gázszenzorok (Budapest, 1983) c. munkája.

### Magyar nyelvű tudománynépszerűsítő kémia
A romániai magyar kémiai szakirodalom jelentős része tudománynépszerűsítő jellegű. Imre Lajos két ilyen természetű munkáját a JBA adta ki már 1946-ban (Anyag és kultúra) és 1947-ben (Sugárzó atommagok) Kolozsvárt. Ide sorolható Várhelyi Csaba Az atomok és molekulák világa c. kötete (1959), ezek közt vált népszerűvé Fülöp Géza több kötete (Az ezerarcú műanyag. Szabó Lajossal, Kolozsvár, 1961; Ember és információ, 1973; Munkában az enzimek. Kolozsvár, 1973; Műanyagok ma és 2000-ben. Kolozsvár, 1975; Az információ nyomában, 1978), ide sorolható Selinger Sándor és Schwartz Róbert A folyadékkristályok c. munkája (1983).
A Korunk, A Hét, Ifjúmunkás és az országos vagy helyi napilapok szívesen közöltek főleg az iparosodással kapcsolatos népszerűsítő kémiai cikkeket. Az ország különböző tudományos vagy oktatási intézményeinél dolgozó vegyészek kivették részüket az ismeretterjesztő munkából, így könyvekkel, cikkekkel járultak hozzá a kémiai ismeretek népszerűsítéséhez Ábrahám Sándor, Árvay Zsolt, Barabás Endre, Benedek István, Felszeghy Ödön, Fülöp Géza, Grünwald Ernő, Hantz András, Inczefi Lajos, Kékedy László, Kerek Ferenc, Kiss Árpád, Kiss Eperjessy Anna, Máthé János, Niederkorn János, Ondrejcsik Kálmán, Salló Ervin, Soós Pál, Szabó Árpád, Szabó Piroska, Szántay János, Takácsik Tibor, Várhelyi Csaba, Vodnár János, Zsakó János. Ilyen felvilágosító irodalmi tevékenységéért részesült A Hét Berde Áron-díjában Miklós Jenő (1972), Czégeni József, Fey László (1975).

### A kémia kutatások műhelyei
A kémiai szakirodalom szempontjából értékes forráshelyek az alkalmazott és elméleti kutatások műhelyei: a főiskolák, kutatóintézetek, üzemek laboratóriumai. Az itt dolgozó magyar nemzetiségű kutatók, tanárok munkásságukkal román és más nemzetiségű kortársaik oldalán hozzájárultak Románia vegyiparának fellendítéséhez; hazai és nemzetközi folyóiratokban megjelenő publikációik bekerültek az egyetemes tudomány vérkeringésébe.

### Erdélyi ásványvízvizsgálatok
Erdély sajátos földtani viszonyai közepette régóta különleges szerephez jutott az analitikai jellegű kémiai kutatás. Ilyen volt már az első nyomtatott magyar nyelvű kémiai könyv is, az 1800-ban Kolozsvárt megjelent Az Erdély országi orvosi vizeknek bontásáról közönségesen. Ásványvízvizsgálatokkal foglalkozott Gergelyffi András székelyudvarhelyi orvos 1811-ben Nagyszebenben és 1814-ben Kolozsvárt kiadott két latin nyelvű munkája is.
Az ásványvíz-vizsgálatok százados története folytatódott a második világháború után Szabó Árpád kutató munkálataival; Ásványvizek és természetes gázok kémiai, radiológiai, geológiai és fiziológiai vizsgálata c. kötetében (1957) munkatársaival – Soós Ilonával, Schwartz Árpáddal, Bányai Jánossal, Várhelyi Csabával – közösen tette közzé eredményeit. Hasonló természetű vizsgálatokat Marosvásárhelyen Soós Pál végzett munkatársaival, Kovászna ásványvizeit tanulmányozva.

### Analitikai kémiai kutatások
Az 1970-es évekig a kémiai kutatások számottevő hányada analitikai jellegű volt. Nemzetközileg ismert Kékedy László tevékenysége a műszeres analízis terén: termikus analízissel, polarográfiával, egyenáramú konduktometriával, szilárd elektródok felületi kezelésével és azok analitikai kémiai alkalmazásaival számos tanítványt nevelt az ország különböző főiskolái és kutatóintézetei számára (Gyárfás Éva, Makkay Ferenc, Muzsnay Csaba, Szurkos Árpád, Tőkés Béla).
Az alkalmazott analitikai kémia terén tevékenykedők új meghatározási eljárások kidolgozásával, leírásával jelentősen hozzájárultak tudományáguk, gazdasági egységük fejlesztéséhez; így a biokémia és gyógyszerkémia területén dolgozók közül Bodó-Blazsek Ágnes, Bukaresti László, Fey Lajos, Makai Margit, Nemes László, Pap Erzsébet, Soós Pál, Tőkés Béla.
Hasonló munkakörben alkottak és közölnek a közegészségügyi intézetek vegyészei és kutatói: Buchwald Iván, Buksa Kálmán, Demeter István, Domokos Margit, Erdélyi Anna, Erdősi István, Sikó Gabriella, Szabó-Selényi Zsuzsa, Szántay János, Székely Miklós, Uray Zoltán. Az agrokémiai kutatásokat is az analitikai kémikusok munkája viszi előbbre: főleg Angi Katalin, Dankanits László, Heinrich László, Kádár László, Kain József, Kapros Ödön szakközleményei. Az üzemi analitikus vegyészek alkotó munkája egyes iparágak fejlődéséhez, új ipari módszerek kidolgozásához járult hozzá (műszaki irodalom).

### Fizikai kémiai kutatások
Fizikai kémiai jellegű kutatások már a tudományág önállósulásának idején megindultak a kolozsvári egyetemen. Világviszonylatban is jelentősek voltak, de kellőképpen máig sem értékeltek Farkas Gyula professzornak a fenomenologikus termodinamika kidolgozása terén elért eredményei (1895). Említésre méltóak Fabinyi Rudolfnak és Farkas Gyulának a tüzelőcellák működésével kapcsolatos mérései is.
A témát Gyulai Zoltán professzor tanítványa, Heinrich László már modernebb körülmények között tanulmányozta (1947); az 1970-es évek második felében L. Oniciu professzor munkacsoportja keretében Soó Attila és Bolla Csaba vizsgálta a tüzelőanyag-cellák gyakorlati megvalósíthatóságának feltételeit. Elektrokémiai vizsgálatokkal a 20. század elején Ruzitska Béla kezdett foglalkozni.
Világviszonylatban is úttörő jellegűek Imre Lajosnak az elektródfolyamatok mechanizmusára vonatkozó vizsgálatai; tanítványai közül Szabó Árpád és Soó Attila végezte az elektródfolyamatok kinetikájára vonatkozó méréseket. Elektródfolyamatokat tanulmányozott Bandi András Bukarestben, korrózióvizsgálatokat végzett Soó Attila, Grünwald Ernő Kolozsvárt, Csegzi Eszter Marosvásárhelyt, Kovács György Bukarestben. Polarográfiás mérésekkel foglalkozott Mánok Ferenc Kolozsvárt és Tőkés Béla Marosvásárhelyt.

### Reakciókienetika
Reakciókinetikai mérésekkel kezdte kutató tevékenységét Szabó Zoltán tanítványaként Kékedyné Kiss Erzsébet. Komplex vegyületek szubsztitúciós reakcióinak mechanizmusát vizsgálta Zsakó János és két munkatársa: Várhelyi Csaba és Finta Zoltán. Nemzetközileg ismertek Zsakó Jánosnak a termogravimetria elméletével foglalkozó munkái, valamint a termikus bontások kinetikáját tárgyaló közleményei. Termogravitometriával is foglalkozott Kékedy László, Kröbl Pál, Kékedyné Kiss Erzsébet, Várhelyi Csaba.

### Molekulaszerkezet vizsgálatok
A molekulaszerkezet-vizsgálattal és molekulaspektroszkópiával kapcsolatos első közlemények szerzője nálunk a 20. század elején Ruzitska Béla kémikus professzor volt. Molekulaspektroszkópiai vizsgálatokat az 1940–1950-es években Heinrich László végzett, ezen a területen dolgozott Máthé János, e témakörrel foglalkozott Marosvásárhelyt Nagy Péter. A molekulák elektronszerkezetének kvantummechanikáját tanulmányozta több kutató, köztük Temesvárt Kerek Ferenc, Miklós Jenő, Szabaday Zoltán. Kvantumkémiai számítástechnikai problémákat Jakab Lajos oldott meg. A szilárd testek elektronszerkezetének tanulmányozásában Fitori Péter és Darabont Sándor munkája jelentős.

### Szervetlen kémiai kutatások
A szervetlen kémiai kutatások kezdeteit Erdély gazdag altalajkincsei határozták meg. A vegyészek az ásványok, „földek” alkotórészeinek tiszta állapotban való elkülönítését tekintették céljuknak. Ilyen törekvések eredménye vezetett már 1782-ben a tellúr nevű elem felfedezéséhez a Zalatna közelében lévő Nagyág mellett. A két világháború közt s a következő években a szervetlen kutatások P. Spacu, Raluca Ripan, C. Macarovici és Soós Ilona professzoroknak a koordinációs vegyületek, heteropolisavak és vegyes oxidok területén kifejtett munkásságával függtek össze. Ezeken a területeken dolgoztak a kolozsvári Kémiai Intézetnek és a Babeș–Bolyai Egyetem kémiai karának vegyészei. A koordinációs vegyületek előállítása és vizsgálata terén legtermékenyebb Várhelyi Csaba munkássága: eredményeit kétszáznál több szakdolgozat formájában hazai és külföldi szaklapokban közölte. Átmenetifémek diaminokkal, diketonokkal, dioximokkal, Schiff-bázisokkal képzett vegyületeit tanulmányozta Balogh Gertrúd, Boda Gábor, Ferencz Attila, Kékedy László, Kékedyné Kiss Erzsébet, Kröbl Pál, Mánok Ferenc, Máthé B. Enikő, Somai Magda, Várhelyi Csaba, Zsakó János. Heteropolisavak és vegyes oxidok kémiájával foglalkozott Imreh Gabriella, Mánok Ferenc, Hegedűs Zsolt, Lukács Ilona, Székely Zoltán.
A szervetlen kémiai technológia terén Bereczki Tibor, a kolozsvári Politechnikai Intézet tanára s Kulcsár Géza, a Babeș–Bolyai Egyetemen a kémiai technológia előadója ért el eredményeket. Ipari jelentőségű technológiai problémákat oldott meg Fodor Lajos, Horváth Attila Marosvásárhelyt, Niederkorn János Bukarestben, Szabó Lajos és Vodnár János Kolozsvárt.

### Szerves kémiai kutatások
Szerves kémiai kutatás a 19. században a kolozsvári egyetem megalakulása után indult meg, kezdetben főleg orvosi és gyógyszerészeti kémia formájában (gyógyszerészeti szakirodalom). A két világháború közötti időszak szerves kémiai kutatásaira jellemző volt új szintetikus termékek előállítása (1920-ban jelent meg Kolozsvárt Phenolaetherekből és aldehydekből előállított új triphenyl methánvegyületekről címen ifj. Toldalagi László tanulmánya), valamint természetes gyógyhatású anyagok izolálása és tanulmányozása (Kiss Árpád munkatársaival így nyert folikulint és inzulint).
A szerves kémia művelése nagyobb lendületet Vargha László nemzetközileg elismert tudós és pedagógus irányításával kapott 1940-től a kolozsvári Ferenc József, ill. Bolyai tudományegyetemen. Munkatársai és tanítványai közül Bite Pál, Báthory József, Ramonțeanu Jenő, Puskás Tibor a furánszármazékok kémiáját tanulmányozták. Kovács Endrével a szintetikus ösztrogén hormonok előállítására dolgoztak ki eljárást. Jelentős eredményeket értek el a monoszacharidok kémiájában, a C-vitamin szerkezetkutatásában; Reményi Mariannal és Gönczi Ferenccel a fenol-ketoxidokat tanulmányozták.

### Gyógyszerkémiai kutatások
Az 1950–1960-as években Balogh Antalnak és munkatársainak, tanítványainak a munkája jelentős a gyógyszerkémia fejlesztésében. Bindácz Lajos, Szotyori László a halogénétereket, Benkő András tiazolszármazékok szintézisét tanulmányozta. Külföldön is elismerést váltott ki Balogh Antalnak Vargha Jenővel együtt kezdeményezett kutatása, mely új aminosavszármazékok és peptidek szintézisére irányult; munkatársaikkal, Balázs Ilonával és Bodor Miklóssal együtt hazai és külföldi szakfolyóiratokban közölték eredményeiket. Heterociklikus vegyületek tanulmányozásáról Makkay Klára számolt be hazai folyóiratokban. Jelentős elméleti és gyakorlati fontosságú kutatómunkát végzett Almási Miklós munkatársaival (Szabó Lajos, Kacsó Ferenc, Cîmpean Jenő, Bódis Jenő); benzoil karbonilok, epoxiéterek, fémkarbonilok, telítetlen szénhidrogének kemizálása terén számos közleményük és szabadalmuk jelent meg, ezeket az ország különböző üzemei értékesítették.
Szerves kémiai alapkutatás folyt a kolozsvári Gyógyszerkutató Intézetben is. Kövendi Sándor a nitro-etil-benzol izonitrolizálásáról és a kinolin N-oxidok tanulmányozásáról, Bodor A. András az oximok geometriai izomeriájának vizsgálatáról, Schwartz Róbert koleszterikus folyadékkristályokról, Buchwald Péter az aromás-alifás ketoximok cianoetilezéséről, Fey Lajos spektrofotometriás szerkezetkutatásairól számolt be írásaiban. A Gyógyszerkutató Intézet egyik fő munkatársa volt Schwartz Anikó is, találmányok, szabadalmak társszerzője.

### Biokémiai kutatások
Biokémiai kutatásokat párhuzamosan végeztek a kolozsvári, marosvásárhelyi és temesvári főiskolákon, akadémiai kutatóintézetekben. A szerves kémiai kutatók munkálatai egyrészt az élettani folyamatok tisztázására irányultak (Kiss-Eperjessy Anna és munkatársai a zsírok biológiai oxidációjával, Blazsek V. Sándor ribonukleinsavak vizsgálatával, Bukaresti László szérumglikoproteinek bioszintézisével, Buksa Kálmán lipoproteidek vizsgálatával, Miklós Jenő immunokémiai vizsgálatokkal foglalkozott), másrészt olyan anyagok szintézisére, melyek befolyásolják az élettani folyamatokat (Ábrahám Sándor, Albert Levente, Kovács Endre, Kerekes Medárd módszerei hormonok új előállítására, Györffy Attila, Csávássy György gyógyszerkészítése rosszindulatú daganatok kezelésére).

### Alkalmazott szerves kémiai kutatások
Az alkalmazott szerves kémiát sok vegyész, mérnök fejlesztette. Eredményeik bizonyítéka számtalan szabadalom és tudományos közlemény. Így élelmiszer-kémiában Kolozsvárt Inczefi Lajos, Nagyváradon Arany Éva, Kézdivásárhelyen Richter Éva, rovarirtó és növényvédő szerek szintézisében és ipari termelésük kidolgozásában Kolozsvárt Hantz András, Paskucz László, Temesvárt Kurunczi Lajos, színezékek tanulmányozásában és előállításában temesvári üzemekben és kutatóintézetekben Salló Hajnal, Tóth Béla, Venczel András, detergensek nyerésével pedig ugyanott Sárossy Éva, Vincze Márton ért el eredményeket. A gyakorlati életben olyan sokoldalúan használt műanyagok kémiájával Kolozsvárt Farkas György, Katona Miklós, Nagyváradon Benedek István, Temesvárt Borbély Imre, Lőcsei Bartók Sándor, Mingesz Margit, Sárossy László foglalkozott.